# 薩利·耶茨
薩利·耶茨（英語：Sally Yates；1960年8月20日—）是一名美國律師。她於2015年被总统巴拉克·奥巴马任命为司法部副部长。奧巴馬卸任時，她被要求留在新總統唐納·川普的政府，直到新任司法部长得到参议院确认为止。她於2017年1月20日開始代理司法部长一職，於1月30日由於下令司法部不要为川普的移民禁令辩护，被川普解除職務，由弗吉尼亚东区检察官达纳·博恩特接替担任代理司法部长。

## 外部連結
- C-SPAN內的頁面（英文）

 本文全部或部分内容来自美国联邦政府所属的美国之音网站。根据版权条款（英文）和有关美国政府作品版权的相关法律，其官方发布的内容属于公有领域。